# Billy Bis
Billy Bis è un personaggio immaginario dei fumetti ideato da Antonio Mancuso e dal disegnatore Loredano Ugolini, protagonista di una serie di storie pubblicate in Italia dalla Editrice Universo dal 1966 al 1976.

## Storia editoriale
La serie venne scritta da Antonio Mancuso e disegnate da Loredano Ugolini esordendo sul n. 33 del 18 agosto 1966 della rivista Intrepido e poi alternatesi anche sulla rivista Il Monello. Il personaggio ebbe discreto successo tra i lettori, tanto da ottenere la pubblicazione su un albo autonomo, Billy Bis Super sul quale furono inizialmente ristampate alcune delle prime storie e successivamente vi vennero pubblicate quelle inedite, disegnate sempre da Ugolini a cui si affiancò Ferdinando Corbella. La testata venne edita dalla Casa Editrice Universo dal 1972 al 1976 per 60 numeri.

## Personaggio e trama
Billy Bis è un affascinante ed elegante agente segreto al servizio dell'O.N.U. Il suo modo di fare, anticonvenzionale, lo porta sovente ad accompagnarsi con belle donne con le quali ha avventure galanti, nonostante sia fidanzato con la bella Doroty Matson. Nelle sue missioni spesso guida un'Isotta Fraschini.
Billy Bis ha un'amante, avversaria e a volte complice, la bellissima bionda di nome Gegia Miranda.